# حد اللغة

الحدود اللغوية لبريتاني بين بريتاني التي تتحدث اللغة السلتية (غربًا) والمتحدثة بالرومانسية (شرق).

الحدود اللغوية أو حدود اللغة يقصد بها الحد الفاصل بين منطقتين لغويتين. ويقصد بالمصطلح عموما الإيحاء إلى الإفتقار للفهم المتبادل بين لغتين. إذا كانت اللغتين أو اللهجتين متجاورتين وبينهما فهم متبادل، فإنه لايوجد حد حاسم يمكن تطويره وذلك؛ بسبب أن اللغتين يمكن أن تبدل الابتكارات اللغوية بشكل متواصل وهذا ما يعرف باللهجات. الجزيرة اللغوية هي منطقة لغوية محاطة تماماً بحدود لغوية.الحدود اللغوية

## مفاهيم مهمة
الفهم المتبادل يعد مفهوماً غامضاً. الأهم من ذلك أنه من الممكن أن يواجه المتحدث بلغة ليست لغته الأم صعوبة في التمييز ما بين لغة ولغة أخرى تشابهها. علاوة على ذلك لا يوجد هناك تعريف واضح لما تحتويه اللغة، فمثلا: بعض اللغات تتشارك نظم الكتابة ولكن تختلف في التخاطب، بينما البعض منها تتخاطب بذات الطريقة بينما تختلف في أبجديات الكتابة. على سبيل المثال: اللهجات المختلفة للغة الصينية تستخدم ذات الكلمات بذات المعاني لكن يمكن نطقها بطرق مختلفة جداً في مناطق مختلفة. اللغة اليابانية كذلك تستخدم عدد كبير من حروف الكانجي (صينية الأصل) لتدل على المعاني ذاتها في اللغة الصينية ولكن غالبا ما يكون لديها (نظام قراءة) مختلف فكلمة yomi البعض قد ينطقها كما تنطق اللغة الصينية فيما ينطقها الاخرين بشكل مختلف تماما.
كما انه غالباً ما يوجد مصطلحات مشتركة ما بين لغتين حتى اللغات التي لا يوجد بينها أي صلة.    
على سبيل المثال: اللغة الاسبانية يتم التحدث بها في معظم مناطق أمريكا الوسطى وأمريكا الجنوبية بإضافة لإسبانيا. هنالك إتقان للغة وفروق مميزة أيضا ما بين اللهجات، ولكن يوجد لهجات مختلفة حتى في إسبانيا. (في العديد من الثقافات هنالك فروق بسيطة ما بين اشكال اللغة كلا الشكلين من كلمة (سجلات) منطوقة أو مكتوبة تستخدم في سياقات مختلفة فمثلا: عند محادثة شخص لمديره أو شخص لصديقه).  

## الصعوبات

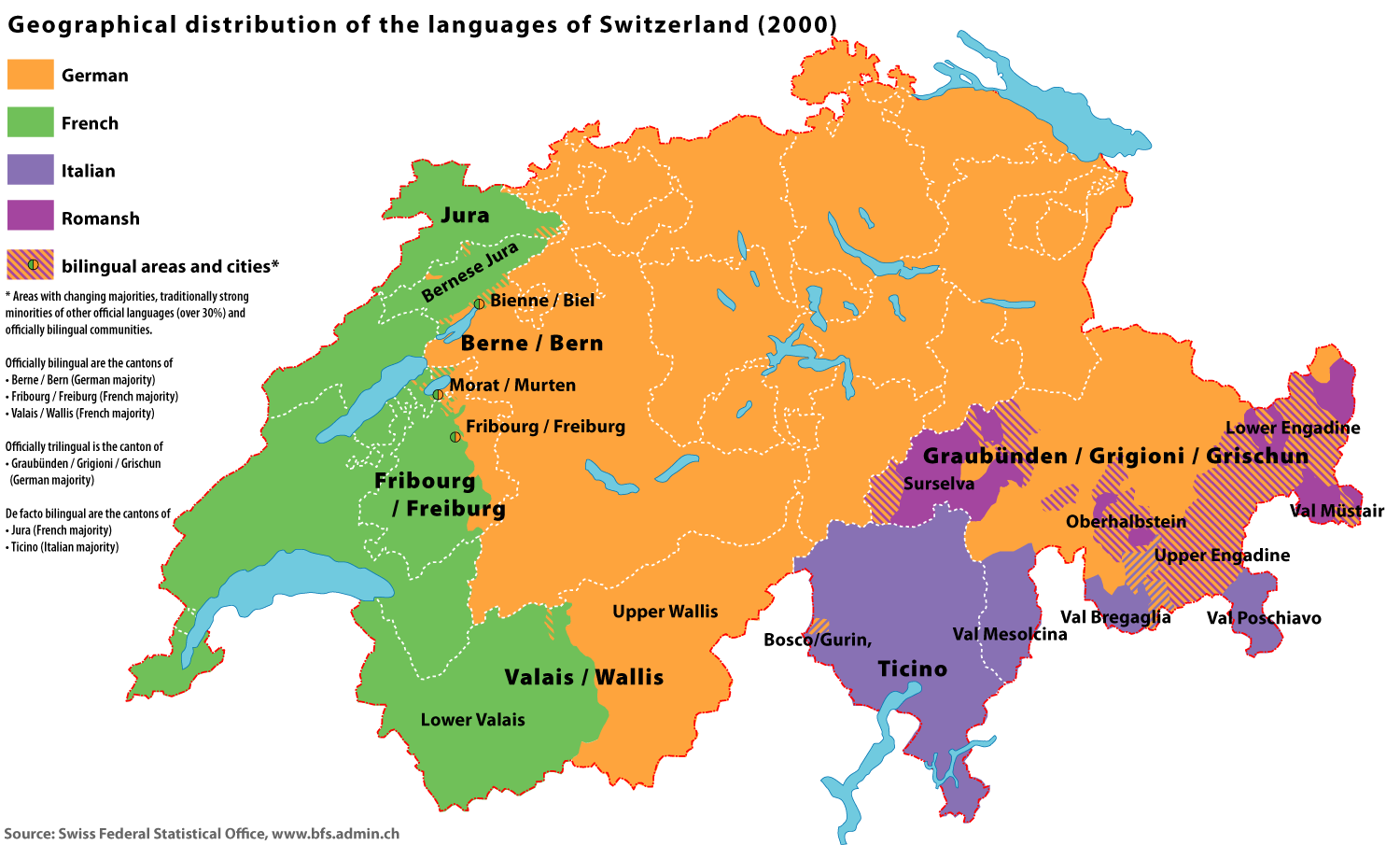
Röstigraben في سويسرا

من الممكن أن يتحدث أشخاص يعيشون في بلد ما اللغة الاصلية لبلد مختلف، قد يكون البعض منهم ثنائي اللغة. كما إن اللغة الموروثة قد تتطور وتتبنى بعض الخصائص أو المصطلحات من اللغة الجديدة السائدة. في مثل هذه الحالة يصبح تمييز اللغات بعينها أصعب.[1]
عندما يكون لدى المتحدثين لهجة أجنبية غالبا ما يعتبرون أقل ذكاء وأقل فرص للتوظيف. وهو الأمر ذاته مع لهجة الضواحي فضلاً عن لهجة الحاضرة: الإنسان الريفي عادةً ما يتحدث بطريقة أقل صواباً من الأشخاص ذوي التعليم الأعلى، لذلك أولئك الذين ليسوا على نفس القدر من التعليم لا يلاحظون الاختلافات في التصحيح. كما يمكن ان يساعد التاريخ الاستعماري في هذه الظاهرة.
ومن الأمثلة المعروفة لحدود اللغة هي الحدود ما بين اللغة الرومنسية والجرمانية والتي توسعت عبر بلجيكا وفرنسا وسويسرا وإيطاليا.

## الحدود اللغوية والسياسية

### التوسع الأوروبي
حدود اللغة لا تعكس دائما الحدود السياسية: إن الميل إلى ربط اللغة بالجنسية يعد خطأً شائعاً ويبدو أنه نشأ خلال فترة التوسع الأوروبي في القرن التاسع عشر. (على سبيل المثال مصطلح Anglo في المكسيك وجنوب شرق الولايات المتحدة الأمريكية أو مصطلح Angrez حرفياً، «الإنجليزية» في شمال الهند). استخدام لغة محددة يمكن أن ينعكس ايجابياً أو سلبياً على المتحدث وذلك بناء على الموقف. على سبيل المثال في أمريكا هنالك تصور أن من يتحدث الإنجليزية هم فقط الأمريكان وأنه فقط غير الأمريكان لا يتحدثون الإنجليزية. من الممكن أن يكون هذا التصور قد بدأ بسبب ان الدول كانت تود ان يكون لها لغة رسمية بهدف نشر الكتب ولتحقيق أهداف تعليمية، لذلكيقترن الذكاء بتحدث اللغة المكتوبة. بسبب هذه الفكرة هنالك العديد من المنافع الإجتماعية التي تأتي نتيجةً للقدرة على تحدث الإنجليزية. إن المثال الأساسي هنا هو انتشار الثنائية اللغوية بالقرب من الحدود الأمريكية المكسيكية، والذي يشير إلى سهولة اختراق الحدود ويوضح صعوبة وضع حد حول جميع المتحدثين بلغة معينة، خصوصاً لأنه لا يوجد ارتباط ما بين العرق واللغة غالباً. لذلك الثنائية اللغوية المنتشرة تقود إلى ممارسة التناوب اللغوي أو التبديل بسهولة ما بين اللغات أثناء التحدث. بالرغم من هذا فان هذه الصفة ينظر لها بشكل غير جيد وذلك لان الذين يعيشون في مناطق يتكرر فيها التناوب اللغوي يبدو أنهم يطورون نوع من الولاء اللغوي.

### الاستعمار
مثال آخر على الاختلافات ما بين حدود اللغة والحدود السياسية وهو انتشار اللغة عن طريق الاستعمار، مما يتسبب في تحدث اللغة في العديد من البلدان ليس بالضرورة المجاورة فقط.

### أمثلة أخرى
ومع ذلك فإن حدود اللغة والحدود السياسية لا تتوافق دائما وكان هنالك العديد من الحالات التي حاولت بها القيادة السياسية فرض حدود اللغة. في مدينة سيوداد خواريز المكسيكية الواقعة على الحدود مع الولايات المتحدة الأمريكية، بذلت العديد من الجهود الاجتماعية للحد من كمية التأثير الأمريكي الجاري ولكن في الوقت نفسه ومثل الثقافات الأجنبية  الأخرى إن فوائد إتقان اللغة الإنجليزية معترف بها ولهذا تعتمد المدارس اللغة الإنجليزية في التعليم والعديد من القنوات التليفزيونية تعرض باللغة الإنجليزية. لقد تم تثبيط استخدام اللغتين الريتونية والويلزية تاريخياً بواسطة الحكومة الفرنسية والبريطانية تباعاً. كما ان هنالك حالات من التعصب للتحدث باللغة الأمريكية الام في بعض المدارس، مما اجبر هؤلاء الطلاب على خلق مجتمعات صغيرة يمكنهم التحدث فيها بلغتهم الام وبالتالي خلق (حدود لغوية) على نطاق ضيق جداً. امثلة كهذه توضح ان الحدود اللغوية يمكن ان تؤثر على الحدود الثقافية حتى وإن لم تكن بالضرورة واحدة أو متماثلة.  